# Mesocricetus brandti
Mesocricetus brandti är en däggdjursart som först beskrevs av Alfred Nehring 1898.  Mesocricetus brandti ingår i släktet guldhamstrar och familjen hamsterartade gnagare. IUCN kategoriserar arten globalt som nära hotad. Inga underarter finns listade.

## Utseende
Arten blir ungefär 17 cm lång, inklusive en kort svans, och den genomsnittliga vikten anges (beroende på källa) med 130 eller 150 g. Jämförd med den vanliga guldhamstern (Mesocricetus auratus) är pälsen mer gråaktig och mörkare. Mesocricetus brandti har liksom rumänsk guldhamster (Mesocricetus newtoni) ett mörkt bröst och en mörk fläck framför varje öra. I motsats till kaukasisk guldhamster (Mesocricetus raddei) är buken inte svartaktig.

## Utbredning
Denna guldhamster förekommer i stora delar av Turkiet samt österut till ryska regioner norr om Kaukasus och till norra Iran. Den vistas vanligen i bergstrakter och på högplatåer mellan 1000 och 2000 meter över havet. I vissa områden når Mesocricetus brandti 2600 meter över havet. Habitatet utgörs av stäpper och av områden som är täckta av örter. Arten uppsöker även jordbruksmark.

## Ekologi
De flesta informationerna angående djurets levnadssätt kommer från studier med exemplar som hölls i fångenskap.
Individerna äter örter, frön, blad och rötter samt några insekter och andra ryggradslösa djur. Mesocricetus brandti gräver komplexa tunnelsystem med de djupaste delarna cirka 2 meter under markytan. Tunnlarna kan vara upp till 10 meter långa. Ibland delas boet med åkersorkar (Microtus). Honor kan i vissa regioner para sig fyra gånger per år. Efter dräktigheten som varar 16 eller 17 dagar föds 4 till 20 ungar (oftast 10).
Arten är allmänt nattaktiv och varje individ lever ensam när honan inte är brunstig. Den lagrar föda i boet, särskild före vinterdvalan. Nyfödda ungar är nakna och blinda. Efter 12 eller 13 dagar öppnar de sina ögon och de börjar samtidig med fast föda. Efter cirka 20 dagar slutar honan med digivning. Många ungar kan bli könsmogna efter 7 till 8 veckor men för andra ungar infaller könsmognaden efter 5 till 6 månader. Det gäller främst hannar samt honor som föds under sensommaren. De blir inte könsmogna före vintern.
När två vuxna exemplar (oberoende av kön) eller äldre ungdjur (7 veckor efter födelsen) hölls i samma bur strider de mot varandra.
Individer som hölls i fångenskap har en medellivslängd av 670 dagar och vissa exemplar levde nästan fyra år.